# Iłowa (plaats)
Iłowa (Duits: Halbau) is een stad in het Poolse woiwodschap Lubusz, gelegen in de powiat Żagański. De oppervlakte bedraagt 9,11 km², het inwonertal 4004 (2005).